# Clint Bajakian
Clint Bajakian (ur. 1963 w Concord, Massachusetts) – amerykański kompozytor muzyki do gier komputerowych.

## Dyskografia

### Ścieżki dźwiękowe gier komputerowych
- Monkey Island 2: LeChuck’s Revenge (1991)
- Indiana Jones and the Fate of Atlantis (1992)
- Sam and Max Hit the Road (1993)
- Maniac Mansion: Day of the Tentacle (1993)
- Star Wars: TIE Fighter (1994)
- Star Wars: Dark Forces (1995)
- Outlaws (1997)
- Indiana Jones and the Infernal Machine (1999)
- Star Wars Episode I: Jedi Power Battles (2000)
- Escape from Monkey Island (2000)
- Indiana Jones and the Emperor’s Tomb (2003)
- Unreal II: The Awakening (2003)
- The Bard’s Tale (2004)
- Syphon Filter: Dark Mirror (2006)
- Uncharted 3: Oszustwo Drake’a (2011)
- Uncharted: Złota Otchłań (2011/2012)
- World of Warcraft: Warlords of Draenor (2014)

### Inne prace
- The Upgrade (2000)